# Willi Neuenhahn
Wilhelm „Willi“ Neuenhahn (* 25. Januar 1928 in Weimar; † 25. August 1993 in Potsdam) war ein deutscher Schauspieler.

## Leben
Sein Vater Fritz Neuenhahn (1888–1947) war ein bekannter Künstler und Vertreter der Weimarer Malerschule.
Sein Bühnendebüt als Schauspieler gab er im Jahr 1945 in seiner Geburtsstadt am Theater Weimar. Die Stationen seiner Theaterengagements waren danach Rudolstadt/Arnstadt (1946–1947), Gotha (1947–1948), Senftenberg (1948–1950), Köthen (1950–1953) und das Hans Otto Theater in Potsdam (1953–1980).
Neben seiner Tätigkeit als Theaterschauspieler wurde er durch Filme der DEFA und des DDR-Fernsehens einem breiten Publikum bekannt. Willi Neuenhahn wirkte insgesamt von 1956 bis 1994 in mehr als 190 Film- und Fernsehproduktionen mit, wobei er allerdings oftmals in einer Nebenrolle besetzt war.
Willi Neuenhahn war verheiratet. Er starb im August 1993 im Alter von 65 Jahren in seinem langjährigen Wohnort Potsdam.
In seinen über 40 Jahren Urlaub an der Ostsee auf Rügen sammelte er leidenschaftlich und sachkundig ca. 44.000 Fossilien an der Küste Rügens. Nach seinem Tod vererbte er ein Drittel seiner Sammlung dem Heimatmuseum in Dranske.

## Filmografie (Auswahl)
- 1956: Der Hauptmann von Köln
- 1956: Junges Gemüse
- 1958: Geschwader Fledermaus
- 1958: Das Lied der Matrosen
- 1958: Der Prozeß wird vertagt
- 1958: Sonnensucher
- 1959: Verwirrung der Liebe
- 1960: Fernsehpitaval: Der Fall Haarmann (Fernsehreihe)
- 1960: Die schöne Lurette
- 1960: Flucht aus der Hölle (Fernseh-Mehrteiler)
- 1960: Leute mit Flügeln
- 1960: Trübe Wasser
- 1961: Steinzeitballade
- 1961: Das hölzerne Kälbchen
- 1961: Fernsehpitaval: Der Fall Denke
- 1962: Auf der Sonnenseite
- 1962: Das grüne Ungeheuer (Fernseh-Mehrteiler)
- 1962: Freispruch mangels Beweises
- 1962: Mord ohne Sühne
- 1963: An französischen Kaminen
- 1963: Rauhreif (Fernsehfilm)
- 1963: Sonntagsfahrer
- 1964: Mir nach, Canaillen!
- 1964: Pension Boulanka
- 1966: Irrlicht und Feuer (Fernsehfilm, Zweiteiler)
- 1966: Flucht ins Schweigen
- 1967: Das Mädchen auf dem Brett
- 1967: Frau Venus und ihr Teufel
- 1967: Die Fahne von Kriwoj Rog
- 1968: Abschied
- 1968: 12 Uhr mittags kommt der Boß
- 1969: Im Himmel ist doch Jahrmarkt
- 1969: Weiße Wölfe
- 1970: Jeder stirbt für sich allein (Fernsehfilm, 3 Teile)
- 1970: Dr. med. Sommer II
- 1970: Im Spannungsfeld
- 1971: Der kleine und der große Klaus
- 1971: Optimistische Tragödie (Fernsehfilm)
- 1971: Anflug Alpha 1
- 1971: Zeit der Störche
- 1972: Schwarzer Zwieback
- 1972: Die Bilder des Zeugen Schattmann (Fernseh-Vierteiler)
- 1972: Reife Kirschen
- 1973: Das zweite Leben des Friedrich Wilhelm Georg Platow
- 1973: Die Taube auf dem Dach
- 1973: Zement (Fernsehfilm, zwei Teile)
- 1973: Rotfuchs (Fernsehfilm)
- 1974: Die Frauen der Wardins (Fernseh-Dreiteiler)
- 1975: Mein lieber Mann und ich (Fernsehfilm)
- 1976: Das Licht auf dem Galgen
- 1976: Nelken in Aspik
- 1976: Beethoven – Tage aus einem Leben
- 1976: Polizeiruf 110: Eine fast perfekte Sache (Fernsehreihe)
- 1976: So ein Bienchen (Fernsehfilm)
- 1977: Zur See (Fernsehserie, 1 Folge)
- 1977: Die zertanzten Schuhe (Märchenfilm)
- 1977: El Cantor
- 1977: Unterwegs nach Atlantis
- 1978: Der Meisterdieb
- 1978: Ein Sonntagskind, das manchmal spinnt
- 1978: Sabine Wulff
- 1978: Amor holt sich nasse Füße (Fernsehfilm)
- 1978: Brandstellen
- 1979: Addio, piccola mia
- 1979: Nachtspiele
- 1979: Einfach Blumen aufs Dach
- 1979: Pinselheinrich (Fernsehfilm)
- 1979: Die Gänsehirtin am Brunnen (Märchenfilm)
- 1979: Spuk unterm Riesenrad (Fernsehserie)
- 1979: Lachtauben weinen nicht
- 1980: Archiv des Todes (Fernsehserie)
- 1980: Der Baulöwe
- 1980: Die Schmuggler von Rajgrod
- 1980: Levins Mühle
- 1980: Aber Doktor
- 1980: Nicht verzagen, Trudchen fragen
- 1980: Oben geblieben ist noch keiner
- 1981: Schuleule Paula (Fernsehfilm)
- 1981: Die Stunde der Töchter
- 1982: Bahnwärter Thiel (Fernsehfilm)
- 1982: Der Mann von der Cap Arcona
- 1983: Die Schüsse der Arche Noah
- 1983: Moritz in der Litfaßsäule
- 1983: Pianke (Fernsehfilm)
- 1983: Polizeiruf 110: Es ist nicht immer Sonnenschein
- 1983: Zauber um Zinnober (Fernsehfilm)
- 1983: Spuk im Hochhaus (Fernsehfilm)
- 1983: Einer vom Rummel
- 1983: Unser bester Mann
- 1984: Der Staatsanwalt hat das Wort: Ein Kartenhaus
- 1984: Front ohne Gnade (Fernsehserie)
- 1984: Ach du meine Liebe (Fernsehfilm)
- 1984: Kaskade rückwärts
- 1985: Die Gänse von Bützow
- 1985: Polizeiruf 110: Laß mich nicht im Stich
- 1985: Weiße Wolke Carolin
- 1986: Weihnachtsgeschichten (Fernsehen)
- 1987: Stielke, Heinz, fünfzehn…
- 1987: Bebel und Bismarck (Fernseh-Dreiteiler)
- 1988: Die Entfernung zwischen dir und mir und ihr
- 1988: Polizeiruf 110: Der Mann im Baum
- 1989: Polizeiruf 110: Der Wahrheit verpflichtet
- 1989: Polizeiruf 110: Mitternachtsfall
- 1990: Alter schützt vor Liebe nicht (Fernsehfilm)
- 1991: Polizeiruf 110: Zerstörte Hoffnung